# جائزة الولايات المتحدة الكبرى 2019
جائزة الولايات المتحدة الكبرى 2019 هو سباق فورمولا 1 أقيم في حلبة الأمريكتين، أوستن. كان التاسع عشر من أصل 21 في بطولة العالم لسباقات الفورمولا واحد موسم 2019. حلّ الفنلندي فالتيري بوتاس أولا بينما جاء البريطاني لويس هاملتون في المركز الثاني وحصل على المركز الثالث الهولندي ماكس فيرستابين.